# تينين هاجلاند
نادي تينين هاجلاند (بالهولندية: Koninklijke Voetbal Klub Tienen)، هي نادي رياضي لكرة القدم في بلجيكا، تأسس النادي سنة 1921، وتقع مقرها في مدينة تينين.